# Canton de Digne-les-Bains-1
Le canton de Digne-les-Bains-1 est une circonscription électorale française du département des Alpes-de-Haute-Provence, créée par le décret du 24 février 2014 et entrant en vigueur lors des élections départementales de 2015.

## Histoire
Un nouveau découpage territorial des Alpes-de-Haute-Provence entre en vigueur en mars 2015, défini par le décret du 24 février 2014, en application des lois du 17 mai 2013 (loi organique 2013-402 et loi 2013-403). Les conseillers départementaux sont, à compter de ces élections, élus au scrutin majoritaire binominal mixte. Les électeurs de chaque canton élisent au Conseil départemental, nouvelle appellation du Conseil général, deux membres de sexe différent, qui se présentent en binôme de candidats. Les conseillers départementaux sont élus pour six ans au scrutin binominal majoritaire à deux tours, l'accès au second tour nécessitant 12,5 % des inscrits au premier tour. En outre la totalité des conseillers départementaux est renouvelée. Ce nouveau mode de scrutin nécessite un redécoupage des cantons dont le nombre est divisé par deux avec arrondi à l'unité impaire supérieure si ce nombre n'est pas entier impair, assorti de conditions de seuils minimaux. Dans les Alpes-de-Haute-Provence, le nombre de cantons passe ainsi de 30 à 15. Le canton de Digne-les-Bains-1 fait partie des sept nouveaux cantons du département, les huit autres cantons portant la dénomination d'un ancien canton, mais avec des limites territoriales différentes.

## Géographie
Ce canton est organisé autour de Digne-les-Bains dans l'arrondissement de Digne-les-Bains. Son altitude varie de 593 m (Entrages) à 1 887 m (La Robine-sur-Galabre) pour une altitude moyenne de m.
| Nom de la commune     | Alt. mini (m) | Alt. maxi (m) |
| --------------------- | ------------- | ------------- |
| Le Castellard-Mélan   | 776           | 1 840         |
| Digne-les-Bains-1     |               |               |
| Entrages              | 593           | 1 515         |
| Hautes-Duyes          | 776           | 1 872         |
| Marcoux               | 604           | 1 311         |
| La Robine-sur-Galabre | 646           | 1 887         |
| Thoard                | 667           | 1 652         |

## Représentation
| Période élective | Période élective | Mandat | Mandat   | Identité             | Nuance | Nuance | Qualité                                          |
| ---------------- | ---------------- | ------ | -------- | -------------------- | ------ | ------ | ------------------------------------------------ |
| 2015             | 2021             | 2015   | 2021     | Geneviève Primiterra |        | PS     | Adjointe au Maire de Digne-les-Bains (2014-2020) |
| 2015             | 2021             | 2015   | 2021     | René Massette        |        | PS     | Président du Conseil départemental               |
| 2021             | 2028             | 2021   | en cours | René Massette        |        | PS     | Conseiller sortant                               |
| 2021             | 2028             | 2021   | en cours | Geneviève Primiterra |        | PS     | Conseillère sortante                             |

### Résultats détaillés

#### Élections de mars 2015
À l'issue du premier tour des élections départementales de 2015, deux binômes sont en ballottage : René Massette et Geneviève Primiterra (PS, 29,65 %) et Christian Barbero et Emilie Bec-Albanese (UMP, 22,89 %). Le taux de participation est de 54,96 % (4 448 votants sur 8 093 inscrits) contre 55,34 % au niveau départemental et 50,17 % au niveau national.
Au second tour, René Massette et Geneviève Primiterra (PS) sont élus avec 52,75 % des suffrages exprimés et un taux de participation de 54,56 % (2 078 voix pour 4 413 votants et 8 089 inscrits).
René Massette et Geneviève Primiterra font partie du groupe Majorité Départementale.

#### Élections de juin 2021
Le premier tour des élections départementales de 2021 est marqué par un très faible taux de participation (33,26 % au niveau national). Dans le canton de Digne-les-Bains-1, ce taux de participation est de 38,17 % (2 865 votants sur 7 505 inscrits) contre 40,72 % au niveau départemental. À l'issue de ce premier tour, deux binômes sont en ballottage : René Massette et Geneviève Primiterra (PS, 40,87 %) et Hélène Richer et Stéphane Sansano (Union à gauche avec des écologistes, 25,36 %).
Le second tour des élections est marqué une nouvelle fois par une abstention massive équivalente au premier tour. Les taux de participation sont de 34,3 % au niveau national, 42,59 % dans le département et 41,83 % dans le canton de Digne-les-Bains-1. René Massette et Geneviève Primiterra (PS) sont élus avec 62,97 % des suffrages exprimés (1 736 voix pour 3 140 votants et 7 507 inscrits),,.

## Composition
Le canton de Digne-les-Bains-1 est composé de six communes entières et d'une fraction de la commune de Digne-les-Bains : la partie de la commune de Digne-les-Bains située au nord d'une ligne définie par l'axe des voies et limites suivantes : depuis la limite territoriale de la commune de Champtercier, ravin de Champtercier, limite de la section cadastrale AZ et de la section cadastrale 0 E, ligne de chemin de fer de Saint-Auban à Digne-les-Bains, ruisseau de Saint-Véran, avenue de Verdun, rond-point du 4-Septembre, avenue Henri-Jaubert, entre le numéro 15 et le numéro 17 de l'avenue Henri-Jaubert, ligne droite jusqu'à la route nationale 85, route nationale 85 en direction de Malijai, franchissement de la rivière Bléone, ligne droite dans le prolongement de l'avenue François-Cuzin, avenue François-Cuzin, montée Saint-Lazare, limite de la section cadastrale AL, limite de la section cadastrale AK, torrent des Eaux-Chaudes, limite de la section cadastrale AI, torrent des Eaux-Chaudes, jusqu'à la limite territoriale de la commune d'Entrages.
| Nom                                     | Code Insee | Intercommunalité                | Superficie (km2) | Population (dernière pop. légale)                | Densité (hab./km2) | Modifier                                    |
| --------------------------------------- | ---------- | ------------------------------- | ---------------- | ------------------------------------------------ | ------------------ | ------------------------------------------- |
| Digne-les-Bains (bureau centralisateur) | 04070      | CA Provence-Alpes Agglomération | 117,07           | Fraction : 10 927 (2022) Commune : 17 694 (2022) | 151                | modifier les données · modifier les données |
| Le Castellard-Mélan                     | 04040      | CA Provence-Alpes Agglomération | 25,74            | 62 (2022)                                        | 2,4                | modifier les données · modifier les données |
| Entrages                                | 04074      | CA Provence-Alpes Agglomération | 22,61            | 100 (2022)                                       | 4,4                | modifier les données · modifier les données |
| Hautes-Duyes                            | 04177      | CA Provence-Alpes Agglomération | 22,84            | 50 (2022)                                        | 2,2                | modifier les données · modifier les données |
| Marcoux                                 | 04113      | CA Provence-Alpes Agglomération | 32,17            | 460 (2022)                                       | 14                 | modifier les données · modifier les données |
| La Robine-sur-Galabre                   | 04167      | CA Provence-Alpes Agglomération | 45,91            | 292 (2022)                                       | 6,4                | modifier les données · modifier les données |
| Thoard                                  | 04217      | CA Provence-Alpes Agglomération | 43,69            | 741 (2022)                                       | 17                 | modifier les données · modifier les données |
| Canton de Digne-les-Bains-1             | 0404       |                                 |                  | 12 632 (2022)                                    |                    | modifier les données                        |

## Démographie
En 2022, le canton comptait 12 632 habitants, en évolution de +9,12 % par rapport à 2016 (Alpes-de-Haute-Provence : +2,84 %, France hors Mayotte : +2,11 %).
| 2013   | 2018   | 2022   |
| ------ | ------ | ------ |
| 11 877 | 11 839 | 12 632 |